# 張丕吉
張丕吉（1609年—1651年），字百嶼，號見先，山東嘉祥縣人。清初官員。

## 生平
崇祯十二年（1639年），張丕吉舉己卯科山東鄉試，崇禎十六年（1643年）登癸未科進士，入兵部觀政，次年甲申之變，李自成陷北京，隨即清兵入關，張丕吉仕清。順治三年（1646年），補選內翰林國史院庶吉士，散館授編修，官至侍讀。

## 外部連結
- 張丕吉[永久] 嘉祥縣政府網站